# Dravidoseps tamilnaduensis
Dravidoseps tamilnaduensis — вид сцинкоподібних ящірок родини сцинкових (Scincidae). Ендемік Індії. Описаний у 2024 році.

## Поширення і екологія
Dravidoseps tamilnaduensis відомі з трьох місцевостей, розташованих в центрі штату Тамілнад. Вони живуть в сухих листяних і напіввічнозелених тропічних лісах, на висоті від 400 до 850 м над рівнем моря.